# 紀州 (落語)
『紀州』（きしゅう）は古典落語の演目。別題に『鎚の音』（つちのおと）。
江戸幕府第7代将軍徳川家継の後嗣選びを題材に、紀州徳川家（徳川吉宗）と争った尾張徳川家の当主が、将軍になれるかどうかを通りがかった鍛冶屋の物音で占うという内容。会話部分よりも演者の語りが中心の「地噺（じばなし）」と呼ばれる噺である。武藤禎夫は「人間心理の微妙さを穿った珍しい滑稽といえよう」と記している。
原話は、『甲子夜話』第十七巻。尾張藩の武士による書写版『風流昔噺』（寛政ごろ）の末尾の話に、同じ設定を扱った内容（ただし鍛冶屋が鉄を水に入れたときの音が「尾州」に聞こえたという落ち）が見える。

## あらすじ
7代将軍・徳川家継が幼くして急死して将軍家直系の血が絶えたため、家祖・家康の遺訓の通り、次代将軍を紀州家か尾張家から出すことになった。勢力は拮抗し、次の評定で決めることとなった。最後の評定が行われる朝、登城の途中で尾州侯・徳川継友は、鍛冶屋の槌を打つ音が「テンカトル（天下取る）」と聞こえ、これは自身が将軍になる吉兆であると喜ぶ。
いざ評定が始まり、まず尾州侯が打診されると、もったいぶって「余は徳薄く、将軍の任ではない」といったん渋り、そこを周りの者に無理やり薦められる形で「嫌々ながら」引き受ける形を作ろうとする。ところが、次に打診された紀州侯・徳川吉宗も同じく「余は徳薄く、将軍の任ではない」と言うため、予定が狂う。しかも、紀州侯はそのまま続けて「しかし、かほどまでに乞われて固辞するのは、御三家の身として責任上心苦しい。しからば天下万人のため」と承諾し、そのまま次代将軍は紀州侯に決定してしまった。
帰路、落胆する尾州侯は朝に鍛冶屋の槌を音を聞いた場所で再び「テンカトル」の音を聞き、この後、紀州侯が辞退し、やはり自分に将軍職が回ってくるのではないかと、自分に都合のいいように解釈する。ところが、直後に鍛冶屋が焼けた鉄を水に差し、
「キィ…シューゥ（紀州）」

## バリエーション
武藤禎夫の『定本 落語三百題』掲載のあらすじでは、最後に尾州侯が「ああ、やっぱり予ではなかった」と嘆く落ち（サゲ）となっているが、武藤は同時に前記にある擬音だけで終わらせる演じ方のほうが「ダメ押しのくどさがなくて余韻が残る」と評している。